# Reserva de la biosfera Bosawás
La Reserva de la Biosfera Bosawás es un territorio de flora y fauna salvaje poblado por indígenas mayangnas y misquitos ocupando la mayor parte en el noreste del departamento de Jinotega y  la menor parte en el noroeste de la Región Autónoma de la Costa Caribe Norte (RACCN) en el norte de Nicaragua y se incluye con la Reserva de la  biosfera del río Plátano que geográficamente son una sola selva, es la segunda selva más grande del hemisferio occidental, después de la selva amazónica en Brasil. Fue declarada Reserva de la Biosfera por la Unesco en 1997. Su nombre deriva de los nombres «río Bocay, cerro Saslaya, y río Waspuk. La primera reserva fue fundada en 1954.

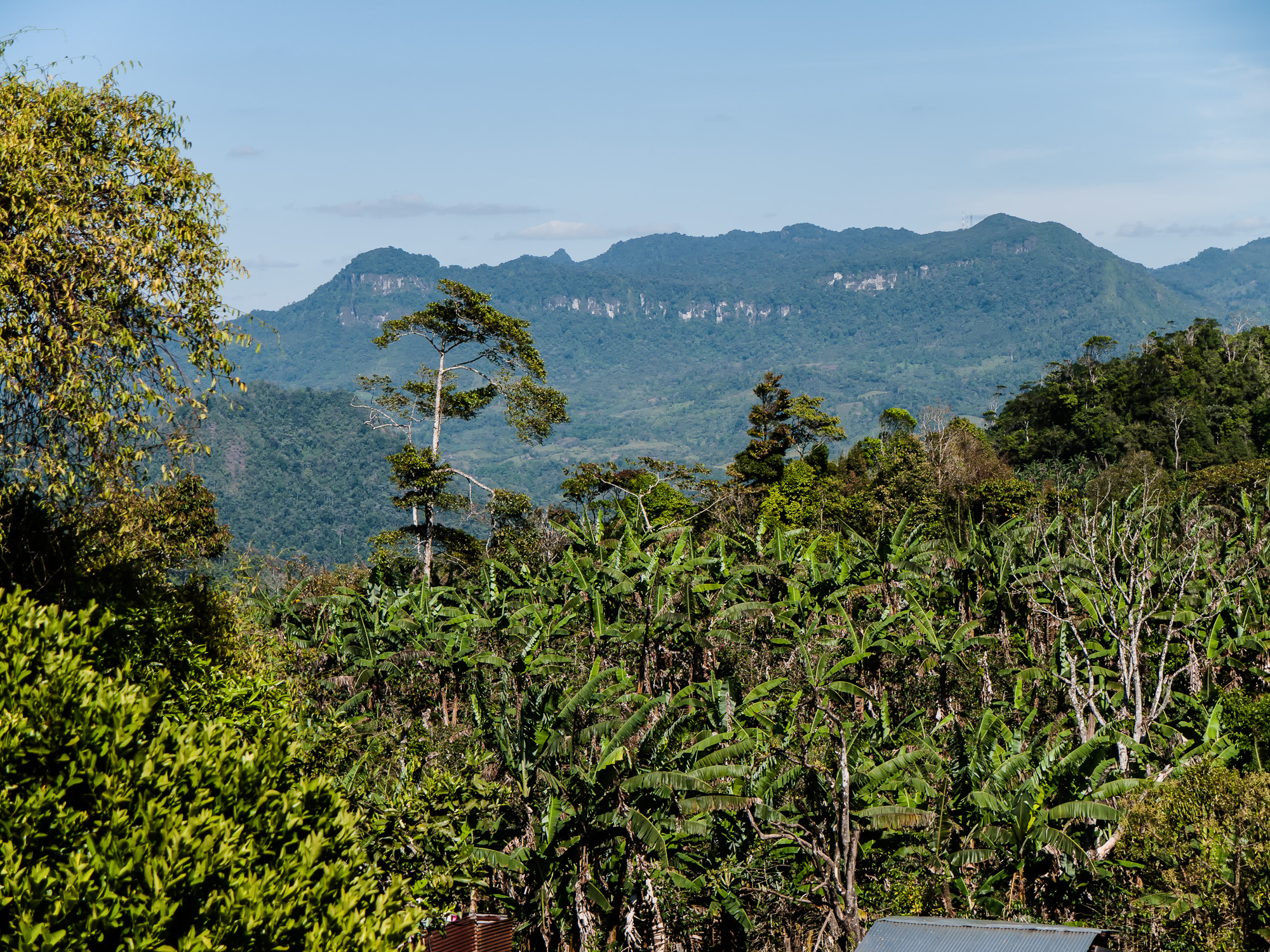
Peñas Blancas, parte de la Reserva de la Biosfera Bosawás y se incluye con la Reserva de la biosfera del río Plátano que geográficamente son una sola selva, es la segunda selva más grande del hemisferio occidental, después de la selva amazónica en Brasil. Ocupa la mayor parte en el noreste del departamento de Jinotega y la menor parte en el noroeste de la Región Autónoma de la Costa Caribe Norte (RACCN) en el norte de Nicaragua.

Constituye la mayor reserva forestal de Centroamérica y la tercera mayor a nivel mundial, junto a la biosfera de río plátano, y es uno de los mejores ejemplos de bosque tropical húmedo y de bosques de nubes de la región, englobando también áreas de media altitud hasta los 1650 m que alcanza en su punto más alto, el cerro Saslaya, cuyo entorno a su vez ha sido declarado parque nacional. Por la reserva transcurren innumerables ríos tributarios del río Coco, destacando el río Bocay y el río Waspuk.
Forma junto a la Reserva de la Biosfera de Río Plátano (8000 km²) y otras áreas boscosas en Honduras un bloque continuo de selva tropical. Unos 50 000 km² (30 000 en Honduras y 20 000 de la reserva Bosawás en Nicaragua), que suponen la segunda mayor selva de todo el continente.
La zona núcleo está compuesta de los territorios ubicados en la parte sur del curso medio del río Coco, con un área aproximada de 7441 km², comprenden principalmente la región dentro del río Bocay, Cerro Saslaya y río Waspuk.
La Zona de Amortiguamiento (más de 12,000 km²) está delimitada por los límites administrativos de los seis municipios adyacentes (Bonanza, Siuna, Waspán, Waslala, Wiwilí de Jinotega, El Cuá y San José de Bocay, los cuales comparten fronteras comunes con la Zona Núcleo designada de la Reserva.

## Historia
La reserva fue declarada como tal en 1979, pero los acontecimientos políticos y militares (revolución popular que derrocó a la dictadura de la familia Somoza el 19 de julio de 1979, guerra civil entre el gobierno sandinista y la guerrilla "contra" armada por Estados Unidos) no se le dio seguimiento. En 1990, con la elección de Violeta Barrios de Chamorro, regresa la paz y se comenzó a indagar en la reserva. En 1997 fue declarada Reserva de la Biosfera. Desde el año 2000, muchos colonos se han asentado y están talando el bosque. En 2003, el gobierno declaró 6 territorios indígenas en la zona núcleo para evitar la tala de más árboles. En ese momento 21,000 indígenas recibieron el título de posesión del 7% del territorio nicaragüense. No obstante, la deforestación ilegal continúa.

## Flora y Fauna
El clima de la región meridional de Honduras y de la parte septentrional de Nicaragua es propicio para el desarrollo de selvas umbrófilas de montaña y de selvas tropicales en las tierras bajas. Así se desarrolla esta gran masa forestal extremadamente rica en especies de plantas y animales. En Bosawás la mayor zona forestal se encuentra en la zona núcleo y está formada por selvas ecuatoriales y selvas de montaña; sin embargo, en la zona de amortiguamiento la selva ha sido talada y quemada de tal forma que disminuyó la cobertura vegetal de 12 000 km² a unos 3000 km² (incluyendo bosques de pino), a los que se le deben de sumar los 7800 km² de selva virgen de la zona núcleo. En total las selvas y bosques de pinos de la reserva abarcaban unos 14 000 km², sin embargo el pasado Huracán Félix destruyó parte del bosque y la superficie forestal se ha reducido a unos 10 500 km².
Se han identificado 270 especies de plantas; muchas de las cuales tienen atributos alimenticios, ornamentales y medicinales.
Bosawás es un punto de convergencia de fauna de Norte y Sudamérica y posee una enorme riqueza en organismos tanto invertebrados como vertebrados. La selva tropical es el bioma más rico del planeta y se estima que en Bosawás se encuentra el 13% de las especies conocidas. Se tiene un escaso conocimiento de las especies que habitan en Bosawás. No obstante desde que se comenzaron las investigaciones en zonas vírgenes de la reserva, se han encontrado 200 especies de animales vertebrados e invertebrados. La reserva posee colonias de quetzales significativas numéricamente en Mesoamérica. En referencia a la avifauna se encuentra presente una de las águilas más grandes del mundo, el águila harpía (Harpya harpija); así mismo hay una población definida de guacamayas escarlata (Ara macao). También están los principales depredadores (puma y jaguar) y el herbívoro más grande de Mesoamérica, el tapir o danto. La entomofauna está todavía bastante inexplorada. Se calcula grosso modo la existencia de 100.000 a 200.000 especies de insectos.
Muchas especies de mamíferos sirven de alimentos para los indígenas.

## Población
La población humana, aparte de la mestiza, está compuesta por indios mayangnas y miskitos y se han organizado en seis territorios indígenas:
- Miskito Indian Tasbaika Kum (683,4 km²).
- Kipla Sait Tasbaika (1.073,7 km²).
- Li Lamni Tasbaika Kum
- Mayangna Sauni As (1.668 km²).
- Mayangna Sauni Bu (1.024,5 km²).
- Mayangna Sauni Bas (40,1 km²).

La población mestiza, una zona núcleo de la reserva llevando a cabo una actividad agrícola y ganadera que tiene su impacto en el ecosistema de la misma.

### Amenazas
Bosawás es una reserva amenazada. Dado que es la segunda mayor selva tropical de América cuenta con múltiples amenazas por parte de la gente. Muchos mestizos empujados por la pobreza y el hambre se afincan en Bosawás y talan la selva. La deforestación es la principal amenaza; ya han sido desforestadas unos 2500 km², esto sin lugar a dudas ha llevado a la extinción a muchas especies que eran nuevas para la ciencia. La población circundante a la reserva continúa talando a pesar de la oposición de los nativos mayagnas.
Junto a la deforestación están las secuelas del Huracán Félix el cual destruyó una gran parte de la selva tropical de Bosawás. Unos 200 km² desaparecieron completamente y los otros 12 000 km² que componen la zona de amortiguamiento han sido afectados en diversos grados. Afortunadamente la zona núcleo (la de mayor biodiversidad) no fue afectada.